# TSV Vilvoorde
TSV Vilvoorde is een Belgische volleybalclub verbonden aan de Topsportschool Vilvoorde.
De leerlingen van de tweede graad komen uit in derde nationale en de leerlingen van de derde graad in eerste nationale.

## Bekende (ex-)spelers
- Delfien Brugman
- Hanne Coppens
- Charlotte Coppin
- Kaat Cos
- Bente Daniëls
- Noor Debouck
- Bente Deckers
- Nikita De Paepe
- Sander Depovere
- Lotte De Quick
- Mathijs Desmet
- Marlies De Smet
- Janne Devos
- Wout D'Heer
- Justine D'Hondt
- Aziliz Divoux
- Sarah Dovogja
- Michiel Fransen
- Karolina Goliat
- Britt Herbots
- Linde Hervent
- Dries Heyrman
- Niels Huysegoms
- Marlies Janssens
- Bieke Kindt
- Femke Kindt
- Lou Kindt
- Thomas Konings
- Anna Koulberg
- Yves Kruyner
- Sarah Kustermans
- Nathalie Lemmens
- Florian Malisse
- Pauline Martin
- Romane Neufkens
- Simon Plaskie
- Britt Rampelberg
- Ferre Reggers
- Seppe Rotty
- Tomas Rousseaux
- Julie Smeets
- Dominika Sobolska
- Manon Stragier
- Dominika Strumilo
- Lowie Stuer
- Jana Thierens
- Anna Valkenborg
- Matthias Valkiers
- Felice Vanassche
- Silke Van Avermaet
- Bram Van den Dries
- Caitlin Van de Perre
- Arno Van de Velde
- Simon Van de Voorde
- Ilka Van de Vyver
- Robbe Vandeweyer
- Lien Van Geertruyden
- Celine Van Gestel
- Seppe Van Hoyweghen
- Pieter Verhees
- Lena Versteynen
- Karolien Verstrepen
- Birthe Wittock
- Yana Wouters